# Ordre de Chah Ismail
L’ordre de Chah Ismail (en azéri : Şah İsmayıl ordeni) est une distinction honorifique militaire de la république d'Azerbaïdjan.

## Création
L'ordre fait partie des décorations que le président Aboulfaz Eltchibeï propose de créer par le décret no 370 du 10 novembre 1992. Il est instauré par le décret no 755 du président Heydar Aliyev qui est ratifié par l'Assemblée nationale le 6 décembre 1993.
Il célèbre Ismaïl Ier (1487-1524), chah de Perse, fondateur de la dynastie des Séfévides.

## Statut
L'ordre de Chah Ismail est décerné aux officiers supérieurs des forces armées azerbaïdjanaises pour : 
- les contributions spéciales à l'organisation du développement et au renforcement des forces armées azerbaïdjanaises;
- les actes distingués dans la défense de l'intégrité territoriale de la république d'Azerbaïdjan;
- le courage distingué dans l'armée;
- les contributions spéciales dans la résolution des situations d'urgence dans le pays.

## Insigne
L'insigne est formé d'une étoile d'argent à huit branches portant au centre une plaque octogonale d'or frappée du portrait de profil du chah Ismaïl. Le revers est poli et porte le nom Şah İsmayıl ainsi qu'un numéro gravé. Il est fixé à un ruban de soie moirée de couleur rouge à quatre bandes jaunes sur les bords, de 27 x 9 mm. 
L'insigne est épinglé sur le côté gauche de la poitrine et est précédé par celui de l'ordre de la Souveraineté.